# Hans Hafenbrack
Hans Hafenbrack (* 10. Oktober 1936 in Stuttgart) ist ein deutscher Journalist und Theologe.
Hafenbrack war von 1981 bis 1998 der Chefredakteur der Zentralredaktion des Evangelischen Pressedienstes (epd) in Frankfurt am Main. Bis 1981 war er Stadt-Pfarrer der evangelischen Gemeinde in Bad Mergentheim. Hafenbrack erforschte die Geschichte der Nachrichtenagentur und deckte dabei die Fälschung auf, der Epd sei 1937 verboten worden. Tatsächlich stand der Epd unter Focko Lüpsen bis 1941 im Dienst der NS-Propaganda. Diese Entdeckung hatte der epd im Jahr 2002 öffentlich gemacht. Im Juni 2004 war Hafenbracks Buch über die Geschichte des Evangelischen Pressedienstes erschienen. Die Studie, die auf Quellenfunden und Interviews mit Zeitzeugen beruht, umfasst 663 Seiten. Die Ehrenpromotion wurde Hans Hafenbrack 2005 beim Institutstag der Dortmunder Journalistik verliehen.
| Personendaten    | Personendaten                     |
| ---------------- | --------------------------------- |
| NAME             | Hafenbrack, Hans                  |
| KURZBESCHREIBUNG | deutscher Journalist und Theologe |
| GEBURTSDATUM     | 10. Oktober 1936                  |
| GEBURTSORT       | Stuttgart                         |